# Saint-Bris-le-Vineux
Saint-Bris-le-Vineux este o comună în departamentul Yonne, Franța. În 2009 avea o populație de 1,117 de locuitori.

## Evoluția populației
| An        | 1975 | 1982 | 1990  | 1999  | 2006  | 2009  |
| --------- | ---- | ---- | ----- | ----- | ----- | ----- |
| Populație | 893  | 943  | 1,015 | 1,045 | 1,095 | 1,117 |